# US Open-mesterskabet i mixed double 2016
US Open-mesterskabet i mixed double 2016 var den 124. turnering om US Open-mesterskabet i mixed double. Turneringen var en del af US Open 2016 og blev spillet i USTA Billie Jean King National Tennis Center i New York City, USA i perioden 31. august - 9. september 2016 med deltagelse af 32 par.
Mesterskabet blev vundet af Laura Siegemund og Mate Pavić, der spillede sammen som par for første gang nogensinde, og som i finalen besejrede Coco Vandeweghe og Rajeev Ram med 6−4, 6−4, og som ikke tabte en sæt i hele turneringen. Dermed vandt de begge deres første grand slam-titel i karrieren. Ingen af dem havde tidligere nået så meget som en kvartfinale på grand slam-niveau. Vandeweghe var den eneste af finalisterne, der tidligere havde været i en grand slam-finale, idet hun havde tabt mixed double-finalen ved Australian Open 2016.
De forsvarende mestre, Martina Hingis og Leander Paes, var ikke kvalificeret til turneringen på grundlag af deres ranglisteplaceringer men deltog alligevel på et wildcard. Det schweizisk-indiske par blev imidlertid slået ud i anden runde af Coco Vandeweghe og Rajeev Ram med 7−6, 3−6, [13−11].

## Pengepræmier
Den samlede præmiesum til spillerne i mixed double androg $ 500.000 (ekskl. per diem), hvilket var det samme som de foregående tre år.
| Resultat               | Pengepræmier | Pengepræmier | Ændring ift. 2015 |
| Resultat               | Pr. par      | Total        | Ændring ift. 2015 |
| ---------------------- | ------------ | ------------ | ----------------- |
| Vindere (1)            | $ 150.000    | $ 150.000    | 0 %               |
| Finalister (1)         | $ 70.000     | $ 70.000     | 0 %               |
| Semifinalister (2)     | $ 30.000     | $ 60.000     | 0 %               |
| Kvartfinalister (4)    | $ 15.000     | $ 60.000     | 0 %               |
| Tabere i 2. runde (8)  | $ 10.000     | $ 80.000     | 0 %               |
| Tabere i 1. runde (16) | $ 5.000      | $ 80.000     | 0 %               |
| Samlet præmiesum       | -            | $ 500.000    | 0 %               |

## Turnering

### Deltagere
Turneringen havde deltagelse af 32 par, der var fordelt på:
- 24 direkte kvalificerede par i form af deres ranglisteplacering.
- 8 par, der havde modtaget et wildcard.

#### Seedede spillere
De 8 bedste par i henhold til ranglisterne pr. 22. august 2016 blev seedet:
| Seedning | Rang. | Spillere                          | Resultat     |
| -------- | ----- | --------------------------------- | ------------ |
| 1        | 8     | Sania Mirza Ivan Dodig            | Anden runde  |
| 2        | 13    | Jaroslava Sjvedova Bruno Soares   | Kvartfinale  |
| 3        | 25    | Bethanie Mattek-Sands Horia Tecău | Meldte afbud |
| 4        | 28    | Raquel Atawo Jean-Julien Rojer    | Første runde |
| 5        | 29    | Chan Hao-Ching Maks Mirnyj        | Anden runde  |
| 6        | 33    | Andrea Hlaváčková Łukasz Kubot    | Anden runde  |
| 7        | 39    | Coco Vandeweghe Rajeev Ram        | Finale       |
| 8        | 44    | Lucie Hradecká Marcin Matkowski   | Første runde |

#### Wildcards
Otte par modtog et wildcard til turneringen, heriblandt de forsvarende mestre, Martina Hingis og Leander Paes.
| Spillere                       | Resultat     |
| ------------------------------ | ------------ |
| Emina Bektas Evan King         | Første runde |
| Nicole Gibbs Dennis Novikov    | Kvartfinale  |
| Martina Hingis Leander Paes    | Anden runde  |
| Jamie Loeb Noah Rubin          | Første runde |
| Christina McHale Ryan Harrison | Første runde |
| Melanie Oudin Mitchell Krueger | Første runde |
| Taylor Townsend Donald Young   | Første runde |
| Sachia Vickery Frances Tiafoe  | Første runde |

### Resultater
| Sania Mirza |
| Ivan Dodig  |

| Taylor Townsend |
| Donald Young    |

| Sania Mirza |
| Ivan Dodig  |

| Barbora Krejčíková |
| Marin Draganja     |

| Barbora Krejčíková |
| Marin Draganja     |

| Jeļena Ostapenko |
| Oliver Marach    |

| Barbora Krejčíková |
| Marin Draganja     |

| Martina Hingis |
| Leander Paes   |

| Coco Vandeweghe |
| Rajeev Ram      |

| Sachia Vickery |
| Frances Tiafoe |

| Martina Hingis |
| Leander Paes   |

| Anastasia Rodionova  |
| Juan Sebastián Cabal |

| Coco Vandeweghe |
| Rajeev Ram      |

| Coco Vandeweghe |
| Rajeev Ram      |

| Coco Vandeweghe |
| Rajeev Ram      |

| Raquel Atawo      |
| Jean-Julien Rojer |

| Anna-Lena Grönefeld |
| Robert Farah        |

| Michaëlla Krajicek |
| Dominic Inglot     |

| Michaëlla Krajicek |
| Dominic Inglot     |

| Anna-Lena Grönefeld |
| Robert Farah        |

| Anna-Lena Grönefeld |
| Robert Farah        |

| Andreja Klepač |
| Treat Huey     |

| Anna-Lena Grönefeld |
| Robert Farah        |

| Jamie Loeb |
| Noah Rubin |

| Gabriela Dabrowski |
| Rohan Bopanna      |

| Gabriela Dabrowski |
| Rohan Bopanna      |

| Gabriela Dabrowski |
| Rohan Bopanna      |

| Darija Jurak   |
| Fabrice Martin |

| Andrea Hlaváčková |
| Łukasz Kubot      |

| Andrea Hlaváčková |
| Łukasz Kubot      |

| Coco Vandeweghe |
| Rajeev Ram      |

| Chan Hao-Ching |
| Maks Mirnyj    |

| Laura Siegemund |
| Mate Pavić      |

| Katarina Srebotnik |
| Henri Kontinen     |

| Chan Hao-Ching |
| Maks Mirnyj    |

| Arantxa Parra Santonja |
| Marc López             |

| Nicole Gibbs   |
| Dennis Novikov |

| Nicole Gibbs   |
| Dennis Novikov |

| Nicole Gibbs   |
| Dennis Novikov |

| Christina McHale |
| Ryan Harrison    |

| Laura Siegemund |
| Mate Pavić      |

| Laura Siegemund |
| Mate Pavić      |

| Laura Siegemund |
| Mate Pavić      |

| Abigail Spears    |
| Santiago González |

| Abigail Spears    |
| Santiago González |

| Olga Savtjuk     |
| Robert Lindstedt |

| Laura Siegemund |
| Mate Pavić      |

| Lucie Hradecká   |
| Marcin Matkowski |

| Chan Yung-Jan  |
| Nenad Zimonjić |

| Alla Kudrjavtseva |
| Scott Lipsky      |

| Alla Kudrjavtseva |
| Scott Lipsky      |

| Chan Yung-Jan  |
| Nenad Zimonjić |

| Chan Yung-Jan  |
| Nenad Zimonjić |

| Melanie Oudin    |
| Mitchell Krueger |

| Chan Yung-Jan  |
| Nenad Zimonjić |

| Tímea Babos  |
| Eric Butorac |

| Jaroslava Sjvedova |
| Bruno Soares       |

| Emina Bektas |
| Evan King    |

| Tímea Babos  |
| Eric Butorac |

| Xu Yifan             |
| Aisam-ul-Haq Qureshi |

| Jaroslava Sjvedova |
| Bruno Soares       |

| Jaroslava Sjvedova |
| Bruno Soares       |